# Rudolf Henneberg (Maler)
Rudolf Friedrich August Henneberg (* 13. September 1826 in Braunschweig; † 14. September 1876 ebenda) war ein deutscher Maler.

## Leben
Henneberg war ein Sohn des Staatsministers Karl (genannt Charles) Georg Wilhelm Henneberg (23. Juni 1786–30. März 1857) und dessen Frau Julie (geborene Wilmerding, † 1828), sowie ein Enkel des Braunschweiger Geheimrats und Präfekten des Okerdepartments Friedrich Christian Ludwig Henneberg (11. August 1748–26. April 1812). Amalie Löbbecke (geborene Henneberg) war seine Tante. Er wurde im ehemaligen Henneberg’schen Haus in der Gördelingerstraße 44 geboren, wobei es zum Geburtsjahr (1825 oder 1826) in der Literatur unterschiedliche Angaben gibt.
Henneberg besuchte zunächst bis 1843 das Collegium Carolinum in Braunschweig, studierte dann an der Georg-August-Universität Göttingen Rechtswissenschaft und wurde 1845 im Corps Borusso-Brunsviga recipiert. Er wechselte 1846 an die Ruprecht-Karls-Universität Heidelberg und schloss sich auch dem Corps Vandalia Heidelberg an. Als geklammerter Subsenior kehrte er nach Göttingen zurück, wo er 1847 im Corps Brunsviga Göttingen zum dritten Mal aktiv wurde. Anschließend war er in Braunschweig ein Jahr als Auditor tätig.
Im Frühjahr 1850 ging er nach Antwerpen, um sich bis 1853 an der Akademie in der Malerei auszubilden. Nachdem er die Artesis Hogeschool Antwerpen anderthalb Jahre besucht hatte, gab er den Staatsdienst ganz auf. Anschließend verbrachte er drei Jahre in Paris, wo er gemeinsam mit Anselm Feuerbach drei Monate lang im Atelier von Thomas Couture arbeitete und eigene Kompositionen auszuarbeiten begann und anschließend ein eigenes Atelier betrieb, dass er sich zeitweise mit Feuerbach teilte. Er wurde zudem durch die Werke von Eugène Delacroix und die Schule von Barbizon beeinflusst. Großen Wert legte er auf landschaftliche Studien, fertigte aber auch Genrebilder vom Leben der Studenten oder von Zigeunern. Er fertigte Historiengemälde nach literarischen Vorbildern und 1857 trug ihm der Wilder Jäger (1856, Berliner Nationalgalerie) nach einer Ballade von August Bürger auf der Pariser Ausstellung eine Medaille ein. Mit diesem Gemälde betrat er erstmals sein eigentliches Stoffgebiet einer wilden, leidenschaftlich-düsteren Romantik. Von einem ähnlichen Geist erfüllt ist der Verbrecher aus verlorner Ehre nach Friedrich Schillers Novelle (1860, Berliner Nationalgalerie). 1861 kam er nach Italien, wo er sich zwei Jahre lang aufhielt, zunächst in Venedig, dann über Florenz, Sorrent und Capri schließlich nach Rom. Er entfaltete sein Kolorit durch das Studium Tizians zu größerem Reichtum. Im Sommer 1863 übersiedelte er nach München, wo seine Malerei durch Carl Theodor von Piloty und Moritz von Schwind eine Wendung zum märchenhaften oder theatralischen annahm. Bis 1865 war er hier tätig und schuf in den Alpen Landschaftszeichnungen und Aquarelle. Anschließend war Henneberg von 1866 bis 1873 in Berlin tätig.

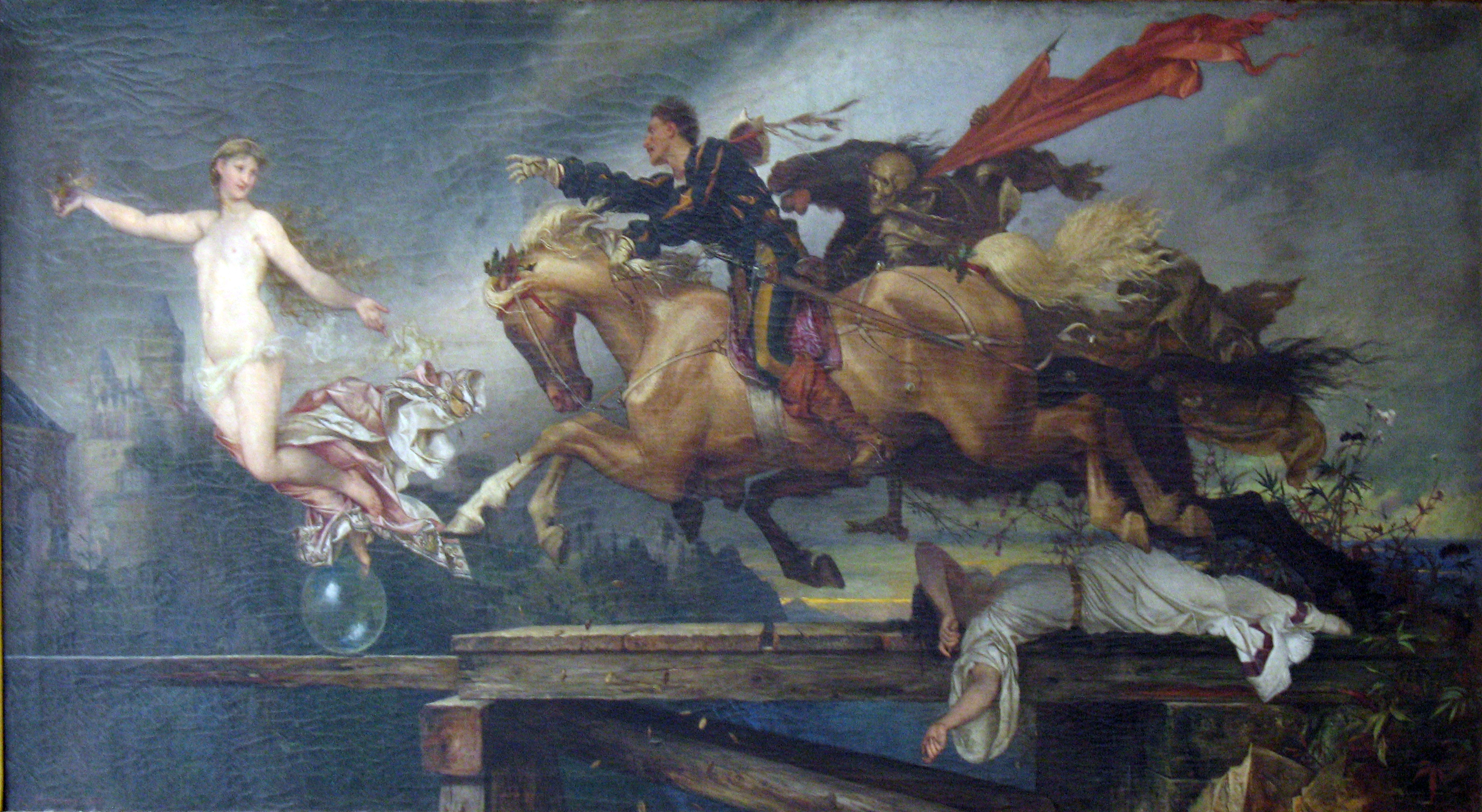
Rudolf Henneberg: Die Jagd nach dem Glück (1868)

Bekannt wurde er durch seine mehrfach reproduzierte Jagd nach dem Glück (1868, Nationalgalerie in Berlin), die als seine reifste Komposition angesehen wurde und für die er von der Preußischen Akademie der Künste mit einer kleinen goldenen Medaille ausgezeichnet und 1869 als Mitglied aufgenommen wurde. Angeregt durch den Deutsch-Französischen Krieg und die Deutsche Reichsgründung, malte er einen Zyklus von acht patriotischen Wandgemälden für die Villa des Kommerzienrats Robert Warschauer in Charlottenburg. 1873 veranlasste ihn eine Erkrankung wieder nach Italien zu gehen, von wo er aber 1876 zurückkehren musste und kurz darauf starb. Hier schuf er eine Reihe von Reiter- und Jägerbildern mit dem Hintergrund der römischen Campagna Romana. Neben seiner Neigung zum Phantastischen und zur Romantik reizte ihn die Darstellung des Pferdes, worin er große Meisterschaft erreichte. Im Kolorit anfangs von Rubens und Tizian ausgehend, arbeitete er sich zuletzt zu einer sonnigen Klarheit und heiteren Ruhe durch. Sein Werk steht zwischen Spätromantik und Realismus.
Am Tag nach seinem 50. Geburtstag gestorben, wurde Henneberg auf dem Braunschweiger Martinifriedhof beigesetzt. Zahlreiche seiner Zeichnungen und Studien wurden von seiner Schwester dem Herzoglichen Museum in Braunschweig geschenkt.
In seiner Geburtsstadt ist der Rudolfplatz nach ihm benannt. Die Hennebergstraße in Braunschweig trägt den Namen seiner ihm eng verbundenen älteren Schwester Wilhelmine Henneberg (genannt Minna).

## Ausstellungen (Auswahl)
- Ausstellung deutscher Kunst aus der Zeit von 1775 bis 1875 in der Königlichen Nationalgalerie, Berlin 1906 (Deutsche Jahrhundertausstellung).[8]
- Sehnsucht Italien die Künstlerreisen von Rudolf Henneberg vom 29. Oktober 2017 bis 20. Februar 2018 im Städtischen Museum in Braunschweig[9]